# G3 1997
Az 1997-es G3 egy koncertsorozat, amelyben a világ legjobbnak tartott gitárosai mutatják meg tudásukat. A '96-os turné nagy sikerére való tekintettel Satriani egy évvel később is megrendezte a G3-at ezúttal már európai helyszíneken is. Az amerikai showból ezúttal kimaradt Steve Vai, de az európai fellépéseken már csatlakozott a fellépésekhez. A közreműködő gitárosok Kenny Wayne Shepherd és Robert Fripp, valamint Adrian Legg voltak.

## A fellépők és háttérzenészeik
Amerikai turné:
- Joe Satriani
  - Stu Hamm – basszusgitár
  - Jeff Campitelli – dobok
- Kenny Wayne Shepherd
  - Noah Hunt – vokál
  - Jimmy Wallace – billentyűs hangszerek
  - Joe Nadeau – gitár
  - Robby Emerson – basszusgitár
  - Sam Bryant – dobok
- Robert Fripp (szólóban)

Európai turné
- Joe Satriani
  - Stu Hamm – basszusgitár
  - Jeff Campitelli – dobok
- Steve Vai
  - Mike Keneally – ritmusgitár, billentyűs hangszerek
  - Philip Bynoe – basszusgitár
  - Mike Mangini – dobok
- Adrian Legg

## Számlista
- Adrian Legg

1. Celandine
2. English Cajun
3. Kalahari Blues
4. Ragged Nail
5. L'Amour Manque
6. Queenies Waltz
7. Cool Cajun
8. Mrs. Jack's Last Stand
9. Tracey's Big Moment
10. Chicken Licken's Last Ride

- Kenny Wayne Shephard

1. Down To The Bone
2. Born With A Broken Heart
3. Shame, Shame, Shame
4. Kings Highway
5. Deja Voodoo
6. While We Cry
7. Voodoo Chile (Slight Return)

- Steve Vai

1. There's A Fire In The House
2. Animal
3. Deepness
4. Tender Surrender
5. Aching Hunger
6. Angel Food
7. Answers
8. Conducting & Ballerina
9. For The Love Of God
10. The Attitude Song

- Joe Satriani

1. Cool #9
2. Ice 9
3. Summer Song
4. Flying In A Blue Dream
5. Mystical Potato Head Groove Thing
6. Always With Me, Always With You
7. Big Bad Moon with bass solo
8. Satch Boogie
9. Surfing With The Alien

- G3 Jam

1. Going Down
2. My Guitar Wants to Kill Your Mama
3. Red House

## Külső hivatkozások
- Satriani.com – G3 1997
- Fotók a június 26-i detroiti koncertről
- Fotók a június 27-i pittsburghi koncertről
- Letölthető G3 Jam részlet